# Kinkolahti
Kinkolahti är en vik i Finland. Den ligger i Heinävesi i landskapet Södra Savolax, i den sydöstra delen av landet, 300 km nordost om huvudstaden Helsingfors.